# زي وان
زي وان (بالإنجليزية: Zee One)‏ هي قناة تلفزيونية ترفيهية ألمانية، تم إطلاقها في الساعة 8 من مساء يوم 28 يوليو سنة 2016 لتكون أول قناة ألمانية مخصصة لعرض الأفلام والبرامج الهندية بالدبلجة الألمانية.

## البرامج
تجلب القناة مجموعة واسعة من برامج بوليوود للمشاهد الألماني، كأفلام الدراما والحركة والرومانسية، مع باقة من أنجح المسلسلات والبرامج المتنوعة، كما تم تخصيص مواقيت متقطعة في اليوم لعرض الأغاني وكليبات الأفلام الموسيقية.
وقد تم افتاح مشروع هذه القناة من طرف شركة زي للمشاريع الترفيهية لتكمل هذه الأخيرة مسيرة الانتشار الواسع الذي تعرفه قنوات هذه الشركة ولتضمن انتشار الثقافة الهندية حول بقاع العالم، كنمودج زي أفلام العربية.

## الافتتاح
شهد حفل افتتاح القناة حضور النجم الهندي شاروخان بعدما تم تعيينه ليكون سفيرا للقناة، وقد تم هذا الحفل في مدينة مونيش الألمانية حيث شهد حضور كبير للإعلام ومعجبي شاروخان الذي توافدوا من بعض البلدان خصوصا الأوربية.